# Берталан Добош
Берталан Добош (угор. Dobos Bertalan) або Берталан Галаборі (угор. Halábori Bertala) (15 століття - 16 століття) - католицький священник, перекладач. 

## Діяльність
Його ім'я походить від назви села Галабор (нині Закарпаття. Україна). Він скопіював та переписав угорський кодекс (змішаний текстовий рукопис з 262 листів угорською мовою), що містить подробиці з Писань, який згодом названо Кодексом Дебренте і був написаний в 1508 році. Сюди входять Псалтир, Пісня пісень, книга Йова, хоча й неповна, Євангелія та Послання. 